# پوردی (کنتاکی)
پوردی (به انگلیسی: Purdy) یک منطقهٔ مسکونی در ایالات متحده آمریکا است که در شهرستان ادیر، کنتاکی واقع شده‌است. پوردی ۳۰۹٫۹۹ متر بالاتر از سطح دریا واقع شده‌است.